# Roques de Castellnou
Les Roques de Castellnou és una serreta de la part oriental del terme municipal de Sarroca de Bellera, al Pallars Jussà, dins de l'antic terme de Benés, de l'Alta Ribagorça. El seu extrem nord-est és el mateix poble de Castellnou d'Avellanos.
Separa les valls de la Valiri, a ponent, i del barranquet de Sant Joan, al sud i llevant.